# 弗朗西絲·里德利·海弗格爾

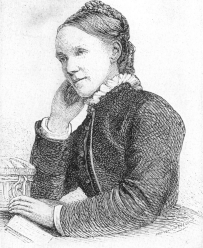
海弗格尔

弗朗西丝·里德利·海弗格尔（英語：Frances Ridley Havergal，1836年12月14日—1879年6月3日）是一位英国圣诗作者。
她出生在伍斯特郡爱司特垒（Astley）一个圣公会家庭，父亲威廉·亨利·海弗格尔（1793-1870）是当地的教区长，也是作家、作曲家和圣诗作者。
1852/3年，她在德国杜塞尔多夫求学。她出外旅行，特别是去瑞士
她在威尔士的高尔半岛因腹膜炎去世。她的姐妹在她去世后将她大部分作品出版。在多伦多有一所以她命名的海弗格尔学院。

## 作品
- 为你我舍生命（I Gave My Life for Thee）
- 谁是在主这边（Who is on the Lord's side？）
- 从我活出祢的自己（“Live out Thy Life within Me”）
- 主你得着我一生（Take my life，and let it be Consecrated ）